# Distrikt Sícchez
Der Distrikt Sícchez liegt in der Provinz Ayabaca in der Region Piura in Nordwest-Peru. Der Distrikt wurde am 8. April 1936 gegründet. Er hat eine Fläche von 35,2 km². Beim Zensus 2017 lebten 1728 Einwohner im Distrikt. Im Jahr 1993 betrug die Einwohnerzahl 3091, im Jahr 2007 2274. Verwaltungssitz ist die 1413 m hoch gelegene Ortschaft Sícchez mit 350 Einwohnern (Stand 2017). Sícchez liegt 9,5 km nordnordwestlich der Provinzhauptstadt Ayabaca. Ein größerer Ort im Distrikt neben Sícchez ist Oxahuay mit 570 Einwohnern.

## Geographische Lage
Der Distrikt Sícchez liegt in der peruanischen Westkordillere im Norden der Provinz Ayabaca nahe der ecuadorianischen Grenze. Das Areal wird über die Quebrada Chocan, ein linker Nebenfluss des Río Calvas, nach Norden hin entwässert.
Der Distrikt Sícchez grenzt im Süden an den Distrikt Montero, im Westen an den Distrikt Jililí sowie im Osten an den Distrikt Ayabaca.